# عبدالکریم میری
عبدالکریم میری (انگلیسی: Abdelkrim Merry؛ زادهٔ ۱۳ ژانویهٔ ۱۹۵۵) بازیکن سابق و مربی فوتبال اهل مراکش است.
وی ۱۳ بازی در تیم ملی فوتبال مراکش انجام داده است و عضو این تیم در جام جهانی فوتبال ۱۹۸۶ بوده‌است.